# ジョン・マッカーシー (レフェリー)

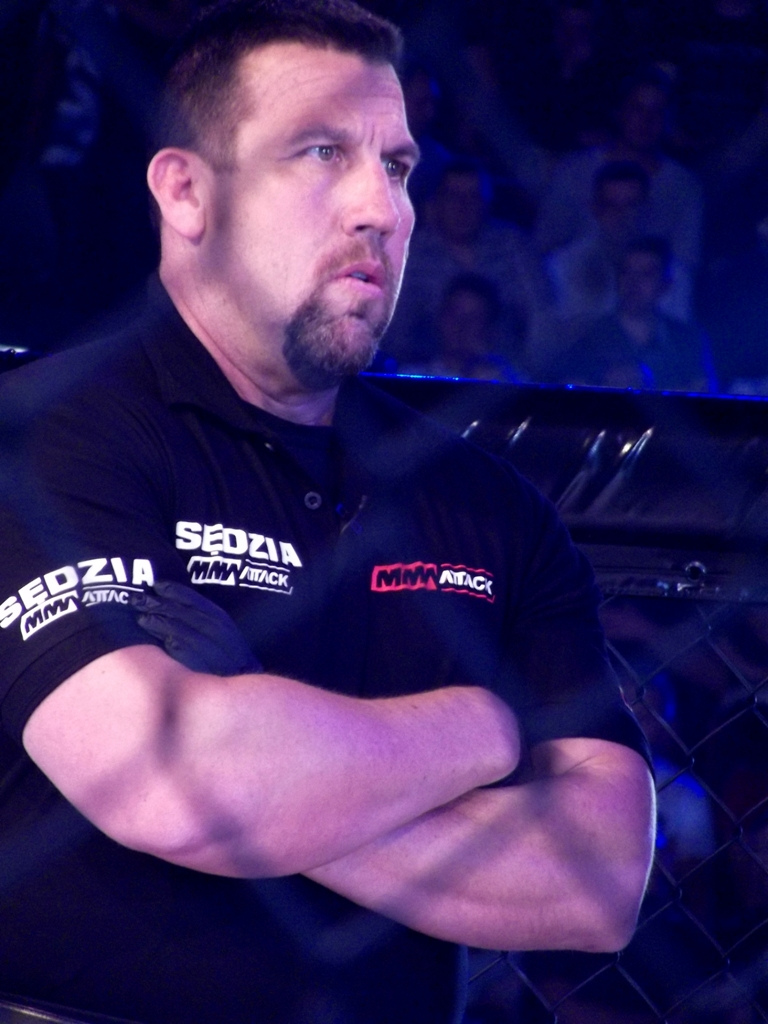
ジョン・マッカーシー

"ビッグ"・ジョン・マッカーシー（"Big" John McCarthy、1962年10月12日 - ）は、アメリカ合衆国の総合格闘技レフェリー。主にUFCやBellator MMAなどの総合格闘技でレフェリーを務めているが、ボクシングでもレフェリーを務めている。また、現代総合格闘技の根幹となっているルールである「統一ルール」（通称"ユニファイドルール"）の制定に尽力し功績を残した人物でもある。総合格闘技のレフェリーやジャッジを養成する学校も開設している。
試合開始時のレフェリングにおいて定番のスタイルを持ち、選手双方に「Are you ready?」と確認した後、手を叩き合わせて「Let's get it on!」と叫ぶのが通例となっている。

## 来歴
1985年、ロサンゼルス市警察で警察官になり、1993年8月から2007年までロサンゼルス警察学校で護身術を指導する教官を務めた。

### UFC
1990年頃からカリフォルニア州トーランスのグレイシー・アカデミーにてホリオン・グレイシーの下で柔術を学び、1993年12月にグレイシー・アカデミー公認インストラクターの認定を受ける。
この関係からUFCに携わるようになり、UFCには当初は選手としての出場を希望していたが、ホリオンにレフェリーになることを勧められ、レフェリーとして1994年にUFC 2で試合を裁き、その後UFC 77までトップレフェリーとして重要な試合のほとんどを裁いた。
また、レフェリーとしての活動だけでなく、暴力的であるという批判やバッシングキャンペーンからUFCが存続の危機に瀕した際に、UFCコミッショナーのジェフ・ブラトニックと共にアメリカ各地のアスレチックコミッションを回って、総合格闘技の啓蒙をしつつ協調を図り、ルールの整備と総合格闘技の認可に尽力した。
2004年12月31日、K-1 PREMIUM 2004 Dynamite!!で、メインイベントであるホイス・グレイシー vs. 曙のレフェリーとして来日した。

## 人物
身長6フィート4インチ（約193cm）、体重260ポンド（約118kg）の体格を誇り、ここから"ビッグ・ジョン"というニックネームをUFCの創立者アート・デイビーによってつけられた。
2007年1月に柔術で黒帯を取得している。
2006年9月にカリフォルニア州ヴァレンシアで総合格闘技のジムを開設。（2015年12月に売却）
2008年に総合格闘技のレフェリーやジャッジを養成する学校を開設。
2011年9月1日に著書「Let's Get It On - The Making of MMA and its Ultimate Referee」を出版。

## 出演
- フレンズ シーズン3 第24話[1]（1997）
- Once I Was a Champion (2011)
- History of MMA (2012)